# 懷特塞德山

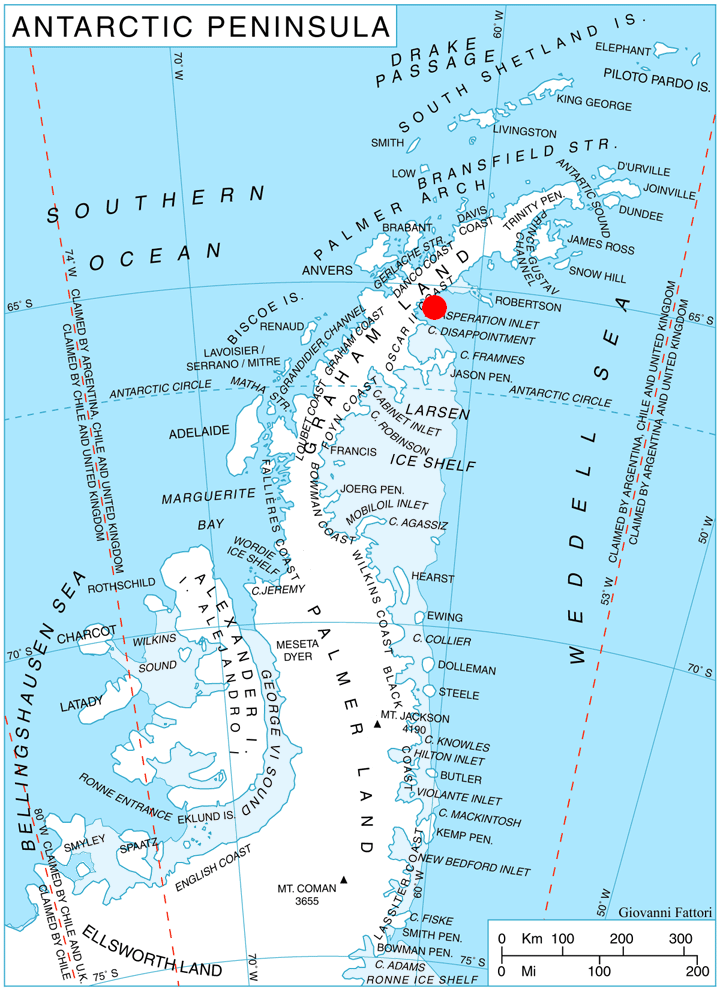

65°8′S 61°38′W / 65.133°S 61.633°W
懷特塞德山（英語：Whiteside Hill）是南極洲的山峰，位於葛拉漢地東部，屬於布拉戈耶夫格勒半島的一部分，海拔高度330米，在1928年12月20日由澳大利亞極地探險家命名。